# Roncus pripegala
Roncus pripegala är en spindeldjursart som beskrevs av Bozidar P.M. Curcic 1988. Roncus pripegala ingår i släktet Roncus och familjen helplåtklokrypare. Inga underarter finns listade i Catalogue of Life.